# モラトゥワ
モラトゥワ（シンハラ語: මොරටුව、タミル語: மொறட்டுவை、英語: Moratuwa）は、スリランカの西部州コロンボ県の都市である。スリランカ最大の都市コロンボの南に位置する郊外都市であり、デヒワラ・マウントラビニアに隣接する。ゴールとコロンボを結ぶ主要幹線道路（ゴール・ロード）沿いに位置しており、コロンボの中心部からは18kmの距離にある。モラトゥワは都市の北側を除き3方向を水域に囲まれており、西側でインド洋と、南側から東側にかけてでボルゴダ湖に接する。2012年現在の人口は207,755人。

## 地域
モラトゥワは次の21の地域から構成される。
Angulana, Borupana, Dahampura, Egoda Uyana, Idama, Indibedda, Kadalana, Kaduwamulla, Kaldemulla, Katubedda, Katukurunda, Koralawella, Lakshapathiya, Molpe, Moratumulla, Rawathawatta, Soysapura, Thelawala, Uswatta, Uyana, Willorawatta。

## 産業
モラトゥワの産業としては、家具、ゴム製品、バッテリー、変圧器、木工製品の製造があげられる。またモラトゥワは漁業と交易の中心地でもある。とはいえ、これらの産業の中でもっとも有名なのは家具製造である。

## 教育
南アジア有数の技術大学であるモラトゥワ大学はこの都市に位置する。その他著名な学校としては、セント・セバスチャン・カレッジやプリンス・オブ・ウェールズ・カレッジがモラトゥワに存在している。

## 人口動態
モラトゥワにはスリランカで見られる民族・宗教グループがすべて存在する。モラトゥワのキリスト教の割合は全国平均と比べ著しく高く、ニゴンボに次ぐ水準である。

### 民族
出典
| 民族                           | 人口（2001年） | %      |
| ------------------------------ | -------------- | ------ |
| シンハラ                       | 168,324        | 95.00% |
| スリランカ・タミル             | 4,433          | 2.50%  |
| スリランカ・ムーア             | 2,452          | 1.38%  |
| インド・タミル                 | 375            | 0.21%  |
| その他（バーガー、マレー含む） | 1,606          | 0.91%  |
| 合計                           | 177,190        | 100%   |

### 宗教
出典
| 宗教               | 人口（2001年） | %      |
| ------------------ | -------------- | ------ |
| 仏教               | 124,205        | 70.00% |
| カトリック         | 33,893         | 19.1%  |
| その他のキリスト教 | 11,806         | 6.7%   |
| ヒンドゥー教       | 3,367          | 1.9%   |
| イスラム教         | 3,311          | 1.9%   |
| 合計               | 177,190        | 100%   |

## 出身人物
- アジャンタ・メンディス（クリケット選手）

## 友好都市
- 吹田市（大阪府）
  - 1982年7月20日に協定締結[4]